# Куаутлансинго
Куаутлансинго (исп. Cuautlancingo) — населённый пункт и муниципалитет в Мексике, входит в штат Пуэбла. Население — 55 456 человек. Площадь Куаутлансинго - 33,17 км².

## Расположение и климат
Куаутлансинго расположен в западном центре Пуэбла на средней высоте 2140 метров над уровнем моря.
Муниципалитет примыкает на севере к штату Тласкала, на востоке к штату Тласкала и муниципалитету Пуэбла, на юге к муниципалитету Сан-Педро-Чолула и муниципалитету Пуэбла, на западе к муниципалитету Коронанго.
Климат умеренный субгумидный. Среднегодовая температура составляет 15 ℃.

## Экономика
Основными видами экономической деятельности являются: сельское хозяйство, животноводство, промышленность, в том числе горнодобывающая.
- Сельское хозяйство: выращивается кукуруза, фасоль, люцерна, теджокот, слива, яблоко и кокон.

- Животноводство: разведение крупного рогатого скота, свиней, коз, овец и лошадей.

- Промышленность: благодаря близости к городу Пуэбла, Куаутлансинго обладает несколькими отраслями промышленности, среди которых выделяется завод по производству автомобилей Volkswagen. Кроме того, он обладает другими отраслями промышленности, которые обрабатывают химические вещества, медицинское оборудование, строительные материалы, текстиль, волокна. Макиладоры мебели.

- Добыча: имеются месторождения известняка, глины, кремнезема и гипса.

## Культура
Архитектура: храмы и колониальные здания.
Парк отдыха Эль-Амеял.
Ремесла: изготавливается фаянс.
Гастрономия: выделяются моле поблано, тамалес, пульке.
Типичные костюмы: Charro и China poblana.
Скульптура: в муниципальном центре установлена скульптура Святого Иоанна Крестителя, датируемое XVI веком.